# Journal of Mass Spectrometry
Journal of Mass Spectrometry — рецензований науковий журнал, який охоплює всі аспекти мас-спектрометрії, включаючи проектування та розробку приладів, процеси іонізації, механізми та енергетику реакцій газоподібних іонів, спектроскопію газоподібних іонів, теоретичні аспекти, структуру іонів, аналіз сполук, що складають біологічний інтерес, розробка методології мас-спектрометрії, застосування її до елементного аналізу та неорганічної хімії, комп’ютерне моделювання, а також хімія навколишнього середовища та інші галузі, які використовують інноваційні аспекти мас-спектрометрії. журнал засновано 1968 року під назвою Organic Mass Spectrometry, у 1995 році отримав сучасну назву.
Відповідно до Journal Citation Reports, імпакт-фактор журналу на 2020 рік становить 1,982.